# 旭堂小南陵 (5代目)
5代目旭堂 小南陵（きょくどう こなんりょう、本名:陀保 二三佳、1975年9月20日 - ）は大阪府八尾市出身の講談師。前名は旭堂 小二三。宮崎県都城市特派大使。

## 経歴
OL・女優を経て講談師に。
1995年より俳優活動開始。
2001年7月、3代目旭堂小南陵（4代目旭堂南陵）に入門。舞台女優としても活躍。
2016年11月に5代目旭堂小南陵を襲名。
2019年1月、大阪市此花区に講談中心の寄席「此花千鳥亭」をオープンさせた。
2020年3月、新型コロナウイルスの感染拡大で、演芸の催しの自粛・中止が相次ぐ中、此花千鳥亭にていち早くYouTubeを利用したオンラインの講談・落語の配信「テレワーク寄席」を旭堂南龍とともに開始。
2021年1月1日より、此花千鳥亭「365日千鳥亭」を開始。小南陵または南龍両人または片方が1年間かけて毎日出演する本格的な講談寄席である。
2021年3月31日、大阪講談協会を円満退会。

## 受賞歴
- 平成27年、文化庁芸術祭新人賞受賞
- 平成28年、八尾市文化新人賞受賞
- 令和元年、大阪文化祭賞奨励賞

## 出演作品
- MBSスペシャルドラマ「聖夜想曲」
- NHK-BSドラマ「地を這う虫」
- Vシネマ「極道の二号たち」
- テレビ大阪「大阪情報箱（BOX）」
- NHK「かんさい特集」
- NHK「ぐるっと関西おひるまえ」